# Pandanus emarginatus
Pandanus emarginatus är en enhjärtbladig växtart som beskrevs av Harold St.John. Pandanus emarginatus ingår i släktet Pandanus och familjen Pandanaceae. Inga underarter finns listade.